# هجوم كارفاجار عام 2014

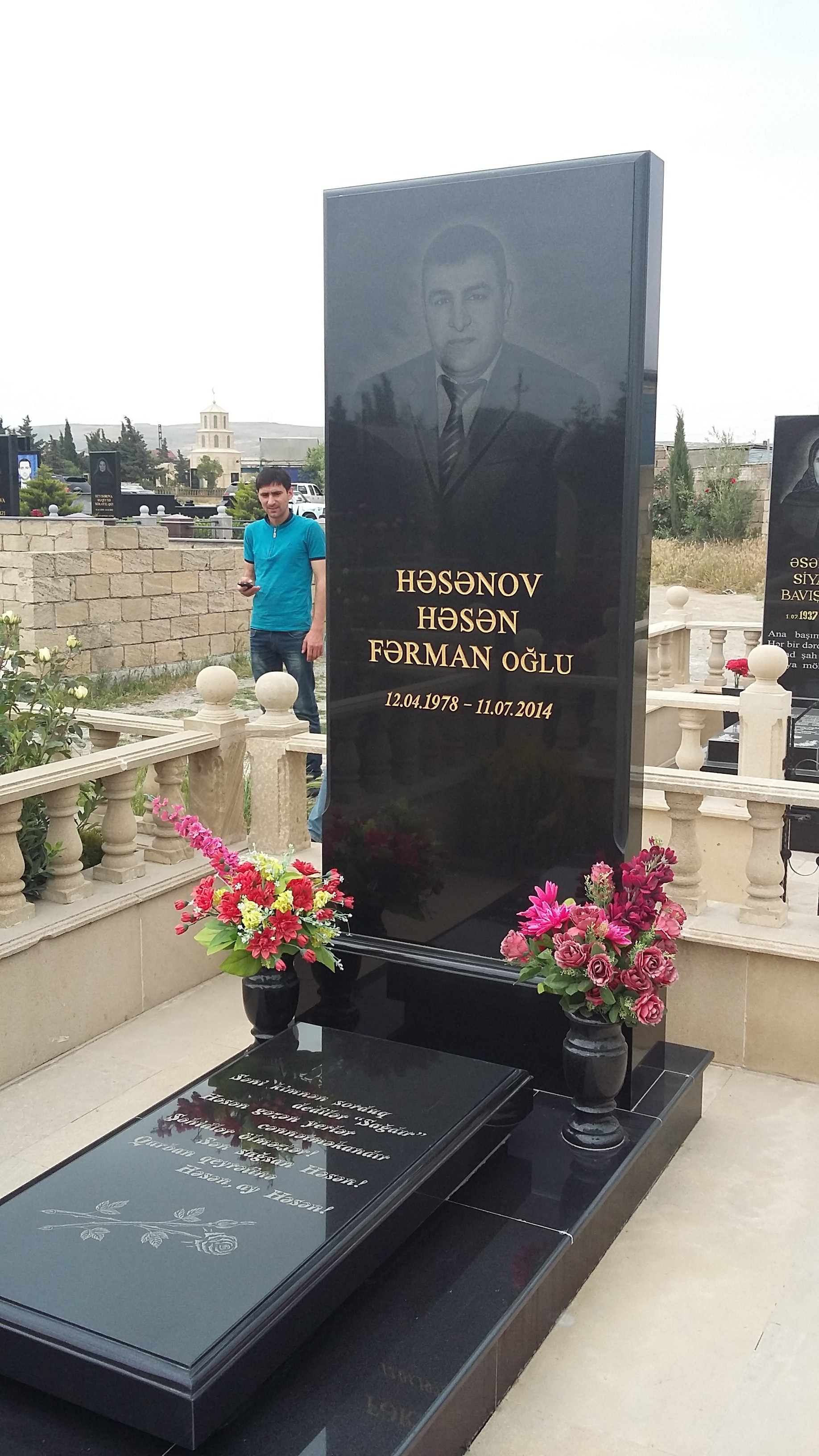
هجوم كارفاجار عام 2014

هجوم كارفاجار عام 2014 ((بالأرمنية: Դիվերսիա Քարվաճառում)‏, (بالأذرية: Kəlbəcərdə girov götürülməsi)‏, كان هجومًا من قبل 3 أذر في كارفاجار، جمهورية مرتفعات قره باغ (بحكم الأمر الواقع) كالبجار، أذربيجان (بحكم القانون) والمنطقة المحيطة بها في يوليو عام 2014.
في الأيام الأولى من شهر يوليو، دخل ثلاثة من الأذر العرقيين - ديلكم أسغوروف (حاملين للجنسية الروسية)، شهباز قوليف، وحسن حسينوف سراً إلى منطقة ناغورنو كاراباخ المتنازع عليها.
قام الثلاثة باختطاف الراعي الأرمني سمبات تساكانيان البالغ من العمر 17 عامًا في قرية جومن وقتلوه فيما بعد.
في 8 يوليو / تموز، بعد أن تم الكشف عنها في بلدة كارفاجار (كالبجار)، بدأت المجموعة الروسية بالقيام بمناوشة مع الشرطة المحلية انتهت باعتقال شهباز قوليف أما الاثنين الآخرين ففرا من مكان الحادث.
في 11 يوليو، أثناء محاولته الهروب عائدا إلى أذربيجان هاجم حسين حسينوف المدني لادا نيفا الرائد سركيس أبراهاميان الذي كان خارج الخدمة. خلال المواجهة قُتل الرائد البالغ من العمر 43 عامًا وأصيبت زوجة صديقه كارينا دافتيان البالغة من العمر 37 عامًا برصاصة في عينها. سرق حسينوف السيارة لكنه قتل بالرصاص في تبادل لإطلاق النار مع حرس الحدود بالقرب من الحدود الأرمينية فيما بعد .
تم نقل دافتيان لاحقًا إلى المستشفى وتعافت. بعد فقدان أعضاء مجموعته، اعتقلت وحدات تكتيكية للشرطة المحلية في 14 يوليو، ديلكم أسغروف.
كان أفراد المجموعة الثلاثة يحملون بنادق هجومية ومسدسات كاتمة للصوت وذخائر وقنابل يدوية. يظهر مقطع فيديو نشره التلفزيون الأرمني العام بيانات استطلاعية جمعتها المجموعة. وأظهر فحص الطب الشرعي أن الرهينة سمبات تساكانيان أصيب برصاصة من بندقية هجومية كان يحملها ديلكم أسغروف.
جرت محاكمة أعضاء المجموعة الباقين على قيد الحياة في ستيباناكيرت (خانكندي) في 27 أكتوبر 2014. وحُكم على ديلكم أسغروف بالسجن المؤبد وعلى شهباز قوليف بالسجن 22 عامًا. وترفض أذربيجان الاحكام رسميا.
أدى التخلص من الجماعة المسلحة إلى اشتباكات أرمينية وأذربيجانية في يوليو وأغسطس 2014.

## الرواية الأذرية
وقد كان هذان الشخصان محتجزان رهائن من قبل القوات الأرمينية بالقرب من كالباجار بأذربيجان في وقت قريب من الاشتباكات الأرمنية الأذربيجانية عام 2014 م. وصرحت السلطات الأرمينية بأنهما كانا أسرى حرب. في 14 ديسمبر / كانون الأول ، بعد توقيع اتفاق وقف إطلاق النار الذي أنهى حرب ناغورنو كاراباخ عام 2020 م ، وافقت أرمينيا على تسليم أصغروف وغولييف بوساطة روسية.